# 연세대학교 미화원 폭행 사건
연세대 미화원 폭행 사건은 2010년 5월 25일 연세대학교 공과대학 1층 여자화장실에서 술에 만취한 남성이 여성 미화원을 폭언, 욕설하다가 구타하던 중 이를 제지하는 경비원을 폭행한 뒤 도주한 사건이다. '연세대 학생 폭력 파문', '연세대 미화원 구타 사건', '연세대 학생 폭력 사건' 등의 별칭으로도 부른다.

## 전개
2010년 5월 25일 연세대학교 공과대학 1층 여자화장실에서 술에 만취한 남성이 여자화장실 앞에서 소란을 피우자 여자 미화원이 이를 제지했다. 남성은 여자 미화원에게 폭언과 욕설을 하다가 구타로 이어졌고, 소리를 듣고 달려온 경비원이 남성을 제지하자 남성은 경비원을 구타한 뒤 사람들이 몰려오고 인기척이 들리자 잠적했다. 경희대 패륜녀 사건으로 흉흉하던 중 공대에서 폭행 사실이 발생하자 학교 교내에 확산되었고 논란거리가 됐다. 총학생회에서 가장 빨리 대응하였다.

## 경과

### 사건 초기
5월 25일 오전 7시28분께 이 대학 공대 1층 여자화장실 앞에서 만취 상태의 남성이 ‘남자화장실 문이 잠겼다’고 욕설을 하며 한 여성 미화원을 폭행했다.
연세대 재학생으로 추정되는 이 남성은 문이 잠긴 연구실을 화장실로 착각하고 문을 열려다 직원과 시비가 붙었다. 이를 제지하려던 경비원까지 폭행하고 자취를 감춘 것으로 알려졌다. 인기척이 들리자 술에 취한 이 남성은 달아났고, 부상당한 미화원과 경비원은 등교중이던 학생들에 의해 발견되었다. 이후 소문은 연세대학교 교내와 교외로 확산되었고, 경희대 패륜녀 사건과 비교, 대조되었다.
이 남성은 당시 만취해 여자화장실 맞은편에 있는 연구실을 남자화장실로 착각해 소란을 피운것으로 학교측은 추정하고 있다. 총학생회는 논란이 교내로 번지자 대책위원회를 구성해 CCTV화면 등을 추적하는등 진상 파악에 나서고 있다. 그러나 논란은 교내를 넘어 교외로 확산되었고, 인터넷에 올라 3개월간 도마에 오르기도 했다.

### 대응
총학은 피해자가 사과를 원하고 있다며 가해자가 대책위에 연락을 줘 사건을 원만히 수습했으면 좋겠다는 글을 홈페이지에 게재했다. 그러나 끝내 가해자는 나타나지 않았다. 그리고 이는 연세대학교 내부 카페와 동문회 카페에 확산된 뒤 6월 4일 새벽 언론에 제보되었다.
6월 4일 연세대 총학생회에 따르면 '지난달 25일 오전 7시28분께 이 대학 공대 1층 여자화장실 앞에서 만취 상태의 남성이 '남자화장실 문이 잠겼다'고 욕설을 하며 여성 미화원을 폭행했다. 이 남성은 이를 제지하려던 경비원까지 폭행하고 자취를 감췄다.'고 발표했다.
온라인 학생 커뮤니티와 도서관 대자보 등을 통해 사건이 알려지자 학내 인터넷 게시판에는 '인간으로서 기본적인 예의가 없다' '가해자가 학생이 아닐 개연성도 있으니 신중한 조사를 바란다' 등의 글이 올라오고 있었다.
이와 관련, 연세대 총학은 성명을 내고 "피해자 진술과 CCTV 화면 등을 볼 때 가해자가 우리 학교 학생일 공산이 크다"며 "형사처벌을 원하지는 않지만 진상조사로 당사자를 찾아 사과를 받고 피해자 치유와 보상에 힘쓰겠다"고 밝혔다. 총학은 또 이번 사건을 청소·경비 노동의 가치를 무시하는 풍조의 산물로 규정, 공공노조 서경지부 연세대 분회 등과 함께 학내 노동자를 존중하자는 내용의 학생규약을 만들기로 했다.

## 경과
사건은 3개월간을 끌다가 종결되었다. 대책위원회 대표자의 한사람인 정준영(연세대학교 사회학과 06)은 “피해자가 원치 않아 공개수사는 힘들다”며 “서대문 경찰서에 수사를 의뢰했고 현재 대책위의 특별한 활동은 없다”고 말했다. 하지만 서대문 경찰서 관계자는 “피해자나 학교 측으로부터 수사 요청을 받은 적이 없다”며 “현재 어떠한 수사도 이뤄지지 않고 있다”고 말했다. 그러나 이 사건이 유야무야 은폐되면서 네티즌들의 지탄의 대상이 되었다.

## 기타
연세대 총학생회는 성명을 발표, “피해자 진술과 CCTV 화면 등을 볼 때 가해자가 우리 학교 학생일 공산이 크다”며 “당사자를 찾아 사과를 받고 피해자 치유 및 보상에 힘쓰겠다”고 밝혔다. 그러나 경희대학교 사건은 폭언과 욕설에서 종결되었지만 연세대학교 사건은 폭언, 욕설에 구타와 부상자가 발생했다는 점에서 네티즌들로부터 경희대 사건보다 더 비판받았다.
2010년 12월 다시 연세대학교 내에서 학생에 의한 60대 미화원 폭언사건이 다시 발생하면서 다시 여론의 지탄의 대상이 되었다.

## 같이 보기
- 경희대 미화원 비하 사건
- 2006년 서울대 총학생회장 탄핵 사태
- 연세대 미화원 비하 사건
- 정원식 계란투척 사건